# Koninklijke Catalaanse Academie voor Schone Kunsten van Sint-Joris
De Koninklijke Catalaanse Academie voor Schone Kunsten van Sint-Joris, of Reial Acadèmia Catalana de Belles Arts de Sant Jordi, is een Catalaanse school gevestigd in het Palacio de la Lonja de Mar, Barcelona.
De academie vindt haar oorsprong in de Escola Gratuïta de Disseny, een school voor beeldende kunsten die in 1775 werd opgericht. In 1849 sloot de school zich aan bij de Acadèmies Provincilas de Belles Arts. De academie werd toegewijd aan Sint-Joris (San-Jordi). De school kent verschillende faculteiten en is bekend om haar rijke en oude bibliotheek.
Aan de academie is een museum gekoppeld. In de collectie zijn werken van Spaanse en Catalaanse meesters opgenomen, onder wie Annibale Carracci, Juan Ribalta, Pierre Mignard en Federico Madrazo